# Next (programma televisivo)
Next è un reality show statunitense in onda su MTV. Il programma è stato trasmesso anche in Italia dal 2005 al 2008.
Nel programma un ragazzo o una ragazza ha a disposizione cinque ragazze (o ragazzi nel caso ci sia una ragazza) che scenderanno dal Next Bus, se la ragazza/il ragazzo non è il suo tipo basta che il ragazzo/la ragazza chiami la prossima/il prossimo. Da non dimenticare che ogni minuto che passa le ragazze (o i ragazzi) ricevono un dollaro.
Se il ragazzo (o la ragazza) sceglie una ragazza/un ragazzo, questi ha diritto o di prendere i soldi finora accumulati oppure avere un secondo appuntamento con il ragazzo/la ragazza.